# 25544 Renerogers
25544 Renerogers este un asteroid din centura principală de asteroizi.

## Descriere
25544 Renerogers este un asteroid din centura principală de asteroizi. A fost descoperit pe 13 decembrie 1999 la Socorro, New Mexico, în cadrul proiectului LINEAR. Asteroidul prezintă o orbită caracterizată de o semiaxă mare de 2,23 ua, o excentricitate de 0,12 și o înclinație de 4,8° în raport cu ecliptica.